# Four (Ivana Spagna)
Four è un album della cantante italiana Spagna, pubblicato il 17 gennaio 2012 dalla Errepi Media/Soul Trade.
Si tratta di un album di inediti in inglese dopo diversi anni, realizzato con la collaborazione di musicisti di fama mondiale tra cui Brian Auger, Eumir Deodato, Dominic Miller, Lou Marini, Gregg Kofi Brown, Fabrizio Bosso e Ronnie Jones.
Il primo singolo estratto è I Know Why.

## Tracce
1. I Know Why (featuring Ronnie Jones & Lou Marini)
2. Listen to Your Heart (featuring Gregg Kofi Brown & Fabrizio Bosso & Dominic Miller)
3. Upside Down (featuring Eumir Deodato)
4. I'll Give You My Life
5. My Lover (featuring John Tropea)
6. Like An Angel (featuring Ronnie Jones & Lou Marini)
7. Vulnerable
8. Even More (featuring Brian Auger)
9. I Know Why (radio edit)
10. Upside Down (radio edit)

## Classifiche
| Classifica (2012) | Posizione massima |
| ----------------- | ----------------- |
| Italia            | 57                |

### Andamento nella classifica italiana
| Posizione | 57 |